# Ragazzi di malavita
Ragazzi di malavita - Fatti e misfatti della Banda della Magliana è un libro di Giovanni Bianconi.
Narra le vicende della banda della Magliana, intrecciate alla vita politica e sociale dell'Italia tra la fine degli anni settanta e l'inizio degli anni ottanta. Narrazione fondata sull'analisi degli atti e delle inchieste che negli anni hanno coinvolto la Banda della Magliana, mostra lo scenario della periferia e della delinquenza romana, di strada e altolocata, le connivenze politiche e i legami con le maggiori organizzazioni malavitose italiane. Vengono inoltre riportate le biografie dei maggiori esponenti della Banda che ha sconvolto la capitale.
L'opera consiste in una grande quantità di informazioni fornite in stile giornalistico.
Lo stesso Giancarlo De Cataldo, autore di Romanzo Criminale (il romanzo da cui è stato tratto l'omonimo film), ha usufruito del testo di Bianconi per l'accuratezza con cui è stato redatto.
È stata girata nel marzo del 2003 una mini fiction di due puntate andata in onda su Raidue, dal titolo Vite a perdere (regia di Paolo Bianchini).

## Edizioni
- Giovanni Bianconi, Ragazzi di malavita - Fatti e misfatti della Banda della Magliana, collana Super nani, Baldini Castoldi Dalai, 2005,  pp. 260, cap. 10, ISBN 88-8490-516-8.